# Masih Alinejad

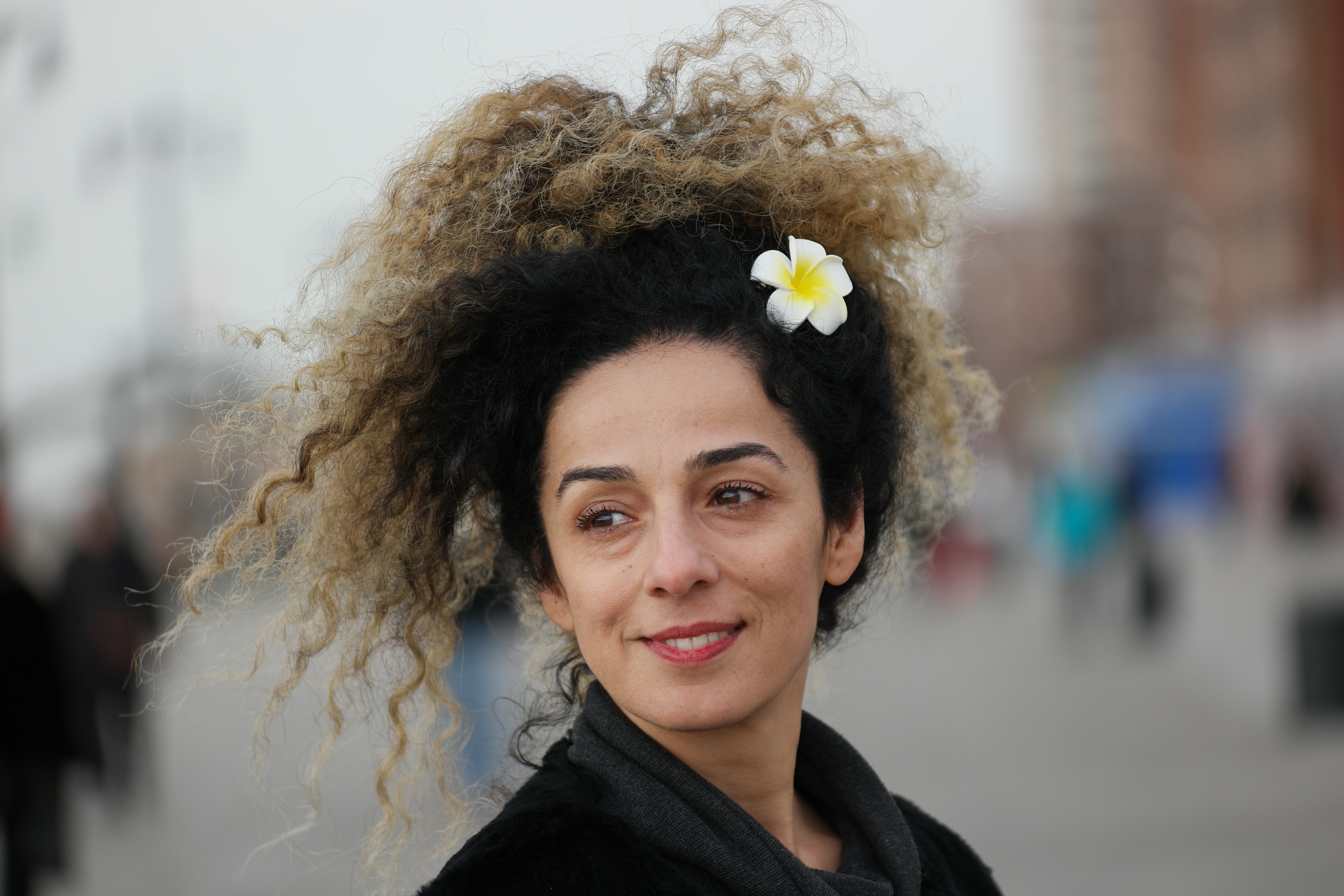
Masih Alinejad

Masih Alinejad (persiska: مسیح علی‌نژاد), född Masumeh Alinejad-Qomi den 11 september 1976 i byn Qomī Kolā nära Babol i Mazandaran, Iran, är en amerikansk journalist, författare och aktivist av iranskt ursprung. Hon är känd för sitt engagemang för kvinnors rättigheter och för sin kritik av den islamistiska regimen i Iran.

## Karriär
Alinejad började sin journalistiska verksamhet inom den islamiska republiken i Iran och arbetade nära flera framstående reforminriktade islamister i landet. Hon bidrog regelbundet med artiklar i regimtrogna dagstidningar, såsom Sharq och Etemad.
Alinejad blev oppositionell mot den islamiska republiken 2014 när hon startade proteströrelsen My Stealthy Freedom. Hon har även mottagit ett antal priser för sin aktivism. 2022 mottog hon priset Moral Courage Award från den judiska opinionsbildningsgruppen American Jewish Committee (AJC) i New York.

## Ekonomiskt stöd
Alinejad är bosatt i Brooklyn, New York, och arbetar sedan 2015 som TV-producent på Voice of America. Hon får sin lön från USA:s regeringsdepartement. Mellan åren 2016–2019 erhöll hon 305 000 USD från departementet för sitt kvartslånga program på kanalen. Hon bildade 2018 medieföretaget Masih Alinejad Media Inc vilket har sitt kontor på Fifth Avenue i New York. Hon har mellan 2020 och mars 2023 erhållit omkring 400 000 USD i stöd från U.S. Agency for Global Media, en amerikansk federal myndighet vars syfte är att övervaka spridning av propaganda i favör för USA.
I juli 2023 beslutade en amerikansk federal domstol i Washington D.C. i en tredskodom att Irans regering är skyldig att kompensera Alinejad med nästan 3,3 miljoner dollar i skadestånd för att ha hållit hennes bror Alireza Alinejad i arrest. Även om domstolen inte specificerar var pengarna ska komma ifrån, meddelade den amerikanska regeringen 2022 att den omdirigerat 7 miljarder dollar i frysta afghanska tillgångar för att kompensera offren för 11 september-attackerna, såväl som för andra hjälpinsatser, vilket även kan komma i fråga i detta fall.
Alinejad har anklagats av sina kritiker, däribland den iransk-amerikanske journalisten Mojtaba Vahedi, för att berika sig på iranska kvinnors bekostnad.